# السير مثل النمر (فلم)
السير مثل النمر (بالإنجليزية: Walk Like a Panther) فيلم أمريكي كوميدي تم إصداره عام 2018. من إخراج و تأليف دان كادان. وبطولة ستيفن جراهام ، جايسون فليمينغ

## القصة
تضطر مجموعة من المصارعين في الثمانينيات إلى ارتداء الليكرا للمرة الأخيرة عندما تكون الحانة المحلية المحببة مهددتان بالإغلاق.

## روابط خارجية
- مقالات تستعمل روابط فنية بلا صلة مع ويكي بيانات